# Union des étudiants de droite
L'Union des étudiants de droite est un syndicat étudiant d'extrême droite, fondé en 1978 et dissous en 1986, qui incarna le combat nationaliste et anticommuniste à l'Institut d'études politiques de Paris. 

## Historique
L'Union des étudiants de droite naît d'une volonté de rassemblement et d'unité des mouvements du Groupe union défense (GUD), du Groupe action jeunesse (GAJ), du Groupement de recherche et d'études pour la civilisation européenne (GRECE), et d'anciens membres du Comité France-Allemagne afin d'être présent sur le terrain électoral. Le journaliste du Monde Laurent Greilsamer résume la stratégie adoptée : « Nous devons jouer le jeu démocratique puisque tout le monde le joue, mais seule la force paie ». 
À sa création en 1978, l'UED appelle à l’union des droites et de tous ses courants de pensée « au sens très large terme » avec un engagement radicalement à droite (« maurrassiens, indépendants, gaullistes… ») : « L’U.E.D. s’opposera fermement à toutes les propositions qui, sous couvert de « démocratisation », visent à instaurer la démagogie et le terrorisme marxiste [et le] danger croissant que fait peser la montée de la gauche à l’extérieur et à l’intérieur de Sc.Po ». L'UED organise en mars 1980 un meeting avec l'Association Europe-Afrique du Sud sur le thème de l'apartheid, en présence d'un membre de l'ambassade sud-africaine. Jusqu'en 1981, l'UED est ouvertement un syndicat d'extrême droite mais il se démarque du GUD en étant moins « ouvertement violent ». Cette position est probablement due au fait que ses adhérents ne souhaitent pas compromettre leurs futures carrières par des risques judiciaires et c'est ainsi que certains le considèrent comme un mouvement d'extrême droite intello. À partir de ce moment là, le syndicat se modère un peu par l'arrivée de jeunes de droite plus modérée provenant du RPR, de l'UNI et du Parti Républicain. Il s'oriente plus dans une optique élitiste.
En avril et mai 1983, il participe aux grèves et manifestations contre la Réforme Savary des universités de 1983 du ministre socialiste de l’Éducation Alain Savary ; la presse parle alors d'un « Mai 68 à l'envers » mais les militants de l'UED y participent en grande partie sous la bannière du Gud.
Participant à plusieurs élections universitaires, il obtient une place électorale non négligeable, puisque le syndicat culmina à 17 % des suffrages en 1984, bien qu'il soit opposé à d'autres formations se réclamant de la droite comme l'Union des étudiants gaullistes ou le Collectif des étudiants libéraux de France. L'UED lance quelques composantes parallèles telles que le Rassemblement Autonome et Total pour l'Ordre Nouveau, ou la Junte Universitaire d'Intervention Fasciste.
L'Union des étudiants de droite éditait une revue du nom de Réplique, qui comptait parmi ses rédacteurs le journaliste d’extrême droite Emmanuel Ratier.
L'ancienne secrétaire d’État aux affaires européennes du second gouvernement Édouard Philippe Nathalie Loiseau a figuré sur une de ses listes lors des élections étudiantes de janvier 1984 à l'Institut d'études politiques de Paris, où les listes de l'UED obtiennent 16 à 17 % des voix,. Sur cette même liste figurait alors Christophe Bay, un haut fonctionnaire qui a participé officieusement à la conception du programme de Marine Le Pen pour l'élection présidentielle de 2017.